# Ángel de Jesús Camacho
Ángel de Jesús Camacho Ramírez (León de los Aldama, 28 de diciembre de 2004) es un deportista mexicano que compite en natación adaptada. Ganó cuatro medallas en los Juegos Paralímpicos de Verano, en los años 2020 y 2024.

## Palmarés internacional
| Juegos Paralímpicos | Juegos Paralímpicos | Juegos Paralímpicos | Juegos Paralímpicos |
| Año                 | Lugar               | Medalla             | Prueba              |
| ------------------- | ------------------- | ------------------- | ------------------- |
| 2020                | Tokio (Japón)       | Medalla de bronce   | 50 m espalda S4     |
| 2024                | París (Francia)     | Medalla de plata    | 50 m espalda S4     |
| 2024                | París (Francia)     | Medalla de bronce   | 100 m libre S4      |
| 2024                | París (Francia)     | Medalla de bronce   | 150 m estilos SM4   |